# Ambricourt
Ambricourt är en kommun i departementet Pas-de-Calais i regionen Hauts-de-France i norra Frankrike. Kommunen ligger i kantonen Fruges som tillhör arrondissementet Montreuil. År 2022 hade Ambricourt 119 invånare.

## Befolkningsutveckling
Antalet invånare i kommunen Ambricourt
| Referens: INSEE |